# Ignacio Miramón
Ignacio Miramón, né le 12 juin 2003 à Bolívar, est un footballeur argentin qui joue comme milieu de terrain pour Boca Juniors, en prêt du LOSC Lille.

## Carrière en club

### Gimnasia La Plata: formation et débuts professionnels (2019-2023)
Ignacio Miramón quitte sa ville natale de Bolívar pour rejoindre le club Gimnasia y Esgrima La Plata en 2019. Il est promu dans l'équipe première pour la pré-saison en août 2020 par l'entraîneur de l'équipe Diego Maradona. Il fait sa première apparition non officielle lors d'un match amical contre San Lorenzo le 30 septembre 2020. Après avoir joué davantage en pré-saison, Miramón fait partie de la feuille de match à huit reprises lors de la Copa de la Liga Profesional 2020.
Après être resté sur le banc lors de la première journée de la Copa de la Liga Profesional 2021 contre Boca Juniors, Miramón réalise ses débuts en professionnel le 19 février 2021 lors d'une victoire contre Talleres ; il remplace Eric Ramírez à dix-huit minutes de la fin du match.

### LOSC Lille: arrivée en Europe (depuis 2023)
Le 10 août 2023, il s'engage pour cinq ans avec le LOSC Lille.
Le 27 août, il fait ses débuts avec une titularisation contre le FC Lorient lors d'une défaite 4-1.

### Boca Juniors: retour en Argentine en prêt (depuis 2024)
En manque considérable de temps de jeu en France, il revient dans son pays natal pour s'engager en août 2024 avec Boca Juniors pour une saison sous la forme d'un prêt.

## Carrière en sélection nationale
En mai 2023, le sélectionneur de l'équipe d'Argentine des moins de 20 ans, Javier Mascherano convoque Ignacio Miramón pour participer à la Coupe du monde des moins de 20 ans qui se déroulera en Argentine.
Il revêt pour la première fois le maillot de l'Albiceleste le 11 mai 2023 à l'occasion d'un match de préparation contre la République dominicaine. Il rentre en jeu à la 56e minute,.
Le 20 mai 2023, il participe à la victoire 2-1 de son équipe contre l'Ouzbékistan en entrant dans les vingt dernières minutes lors du premier match de poules de la Coupe du monde des moins de 20 ans,.
Le 26 mai 2023, il effectue sa première titularisation pour le dernier match de la phase de poules, son équipe gagnera 5-0 contre la Nouvelle Zélande,.
Il n'empêchera pas l'élimination de l'Argentine en huitièmes de finales de la compétition contre le Nigeria, match au cours duquel il ne participera pas.

## Vie privée
Miramón est issu d'une famille de footballeurs. Son arrière-grand-père (Cholo Azpiroz), son grand-père («Perro» Miramón), son père (Emilio Miramón), son oncle (Guillermo Panaro) et ses cousins (Agustín et Manuel Panaro) ont tous joué dans les différentes ligues du football argentin.